# Pitture murali della conquista di Maiorca

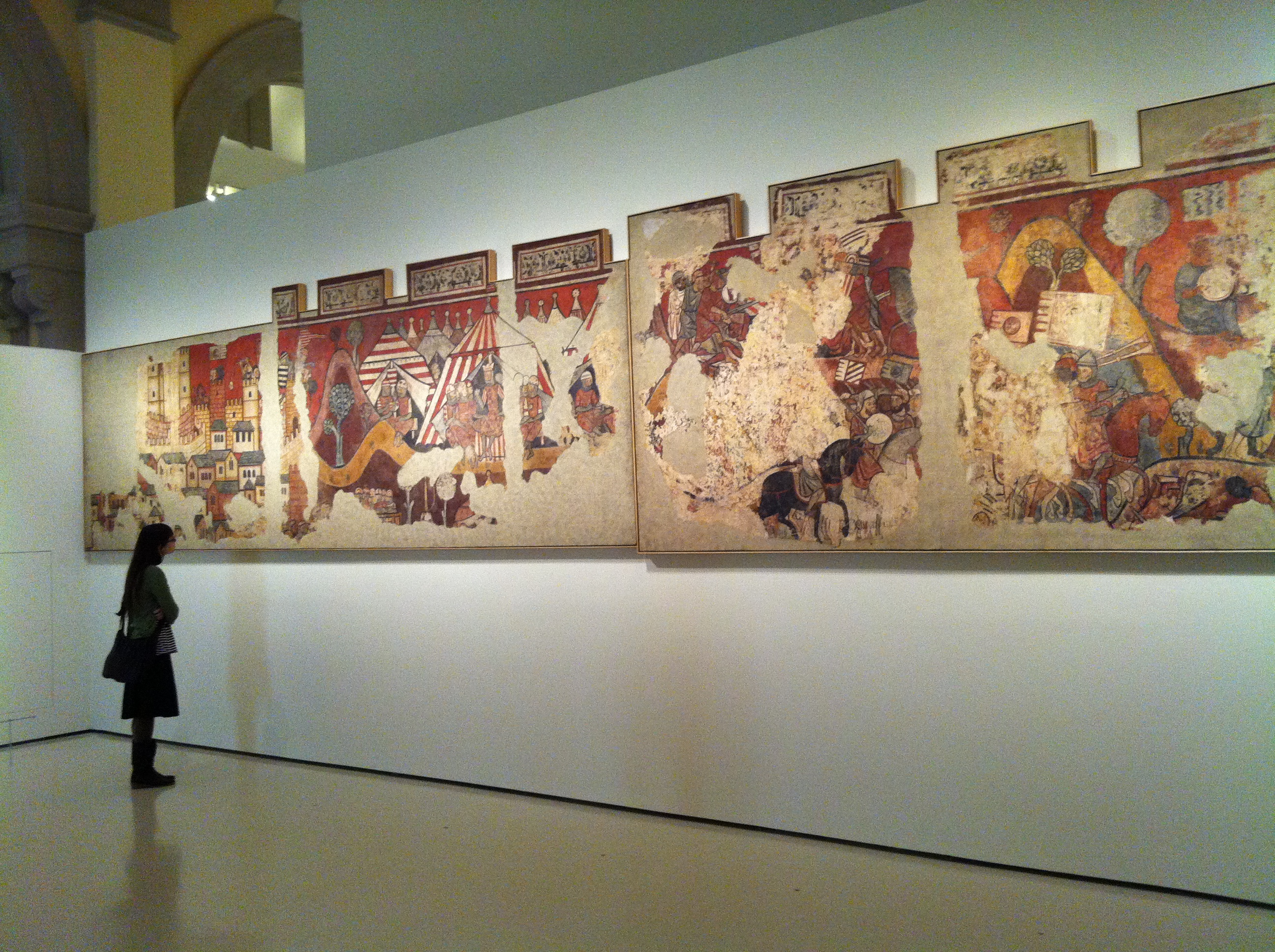
Le pitture esposte al Museu Nacional d'Art de Catalunya

Le pitture murali della conquista di Maiorca sono un gruppo di pitture murali risalenti al 1285–1290 conservate al museu nacional d'art de Catalunya..

## Descrizione
Le pitture murali provengono dalla ex-casa palazzo della famiglia Caldes in Carrer Montcada a Barcellona, un edificio più tardi conosciuto come Palau Aguilar (oggi sede del Museu Picasso). Scoperti e rimossi dal sito originario nel 1961, questi dipinti sono uno dei più importanti e precoci esempi di pittura lineare gotico-catalana. 
Questo magnifico esempio di pittura murale racconta la conquista dell'isola di Maiorca da parte di Giacomo I d'Aragona avvenuta nel 1229. Come una cronaca dipinta, gli episodi seguono il racconto dettagliato fornitoci delle cronache catalane del periodo come il Llibre dels Feits dello stesso Giacomo I e la Crònica di Bernat Desclot.

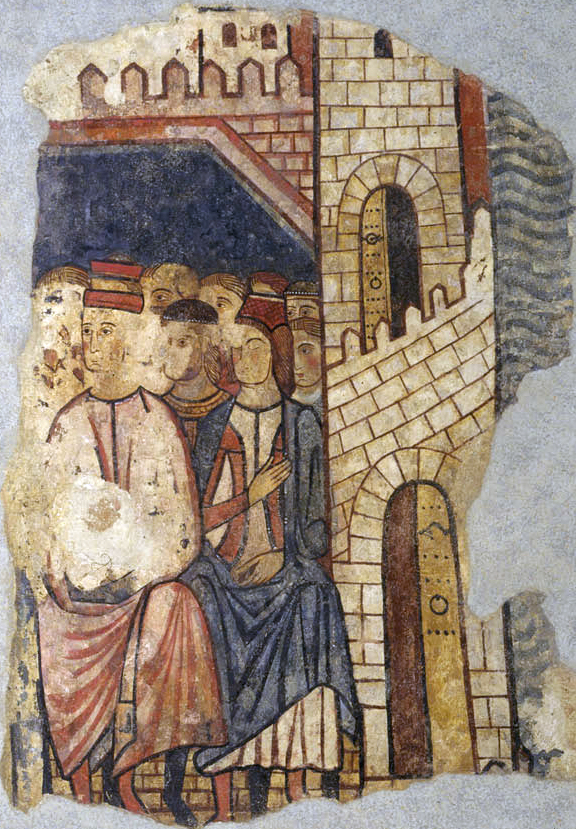
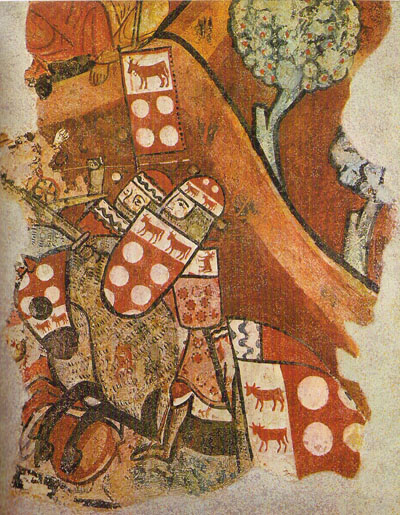
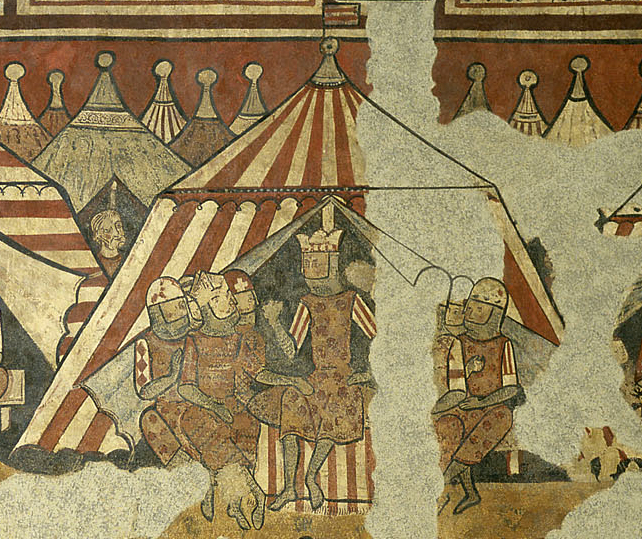
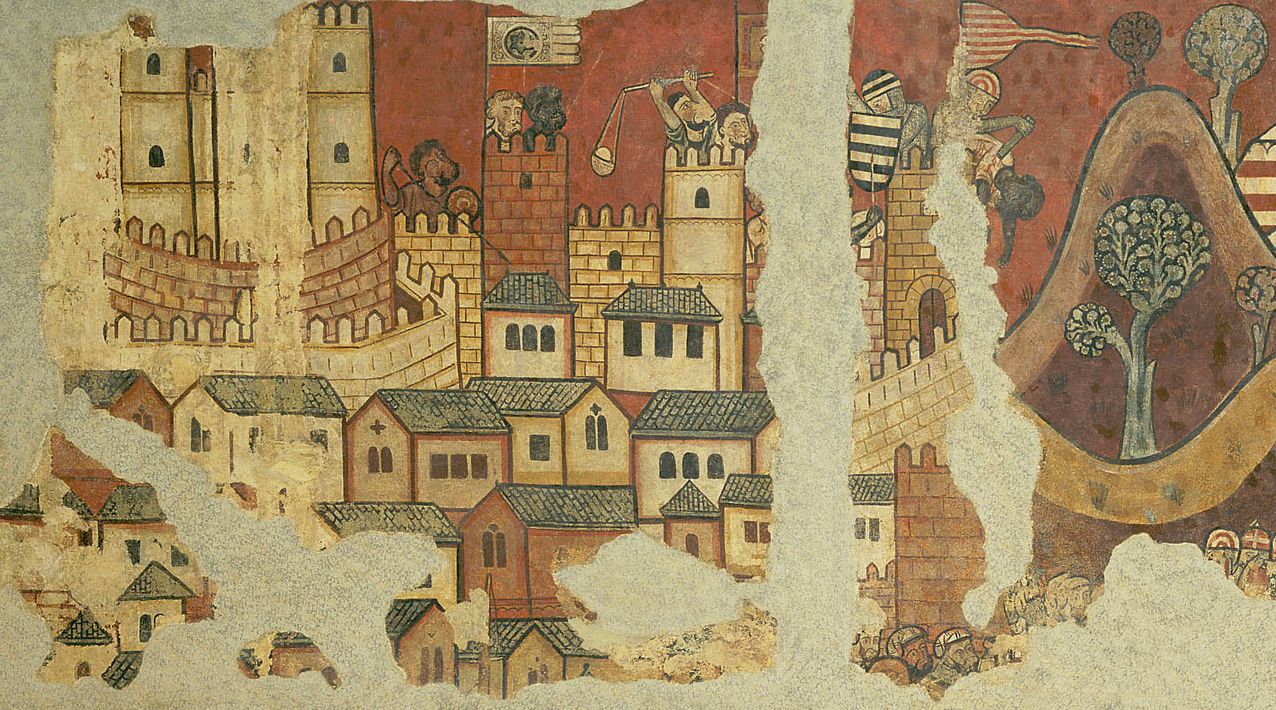
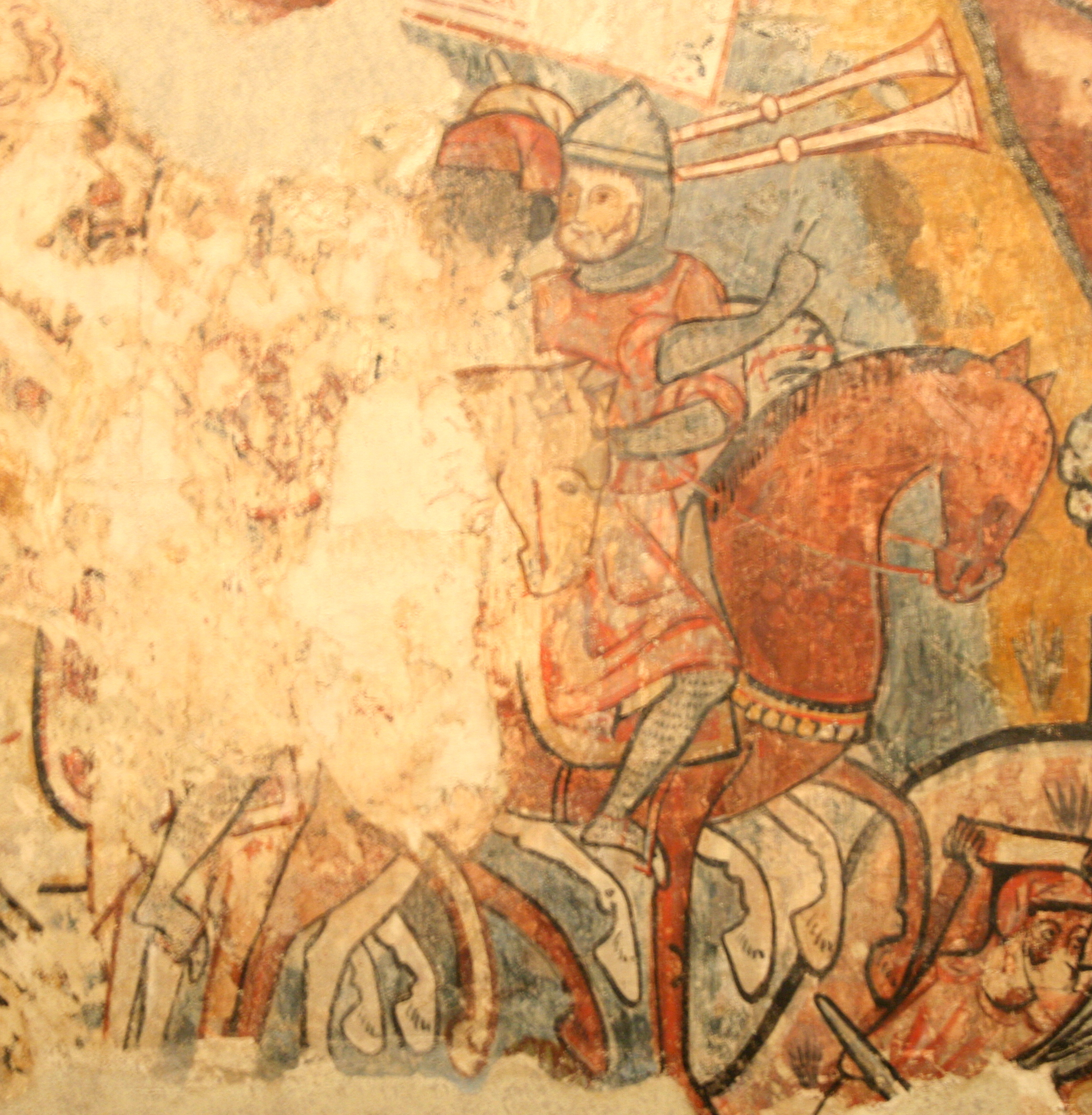